# Madecassophryne truebae
Genre
Espèce
Statut de conservation UICN

 EN B1ab(iii) : En danger
Madecassophryne truebae, unique représentant du genre Madecassophryne, est une espèce d'amphibiens de la famille des Microhylidae.

## Répartition
Cette espèce est endémique des monts Anosy dans l'extrême Sud-Est de Madagascar. Elle se rencontre entre 700 et 1 900 m d'altitude,.

## Description
Madecassophryne truebae mesure de 20 à 23 mm. Les mâles ont un seul sac vocal.

## Étymologie
L'espèce est nommée en l'honneur de Linda Trueb.

## Publication originale
- Guibé, 1974 : Batraciens nouveaux de Madagascar. Bulletin du Museum National d'Histoire Naturelle, sér. 3, Zoologie, vol. 171, p. 1169-1192 (texte intégral).